# Isabel Lohau
Isabel Lohau (nacida Isabel Herttrich, Hersbruck, 17 de marzo de 1992) es una deportista alemana que compite en bádminton, en las modalidades de dobles y dobles mixto.
Ganó una medalla de bronce en el Campeonato Mundial de Bádminton de 2022 y cuatro medallas en el Campeonato Europeo de Bádminton entre los años 2018 y 2022.
En los Juegos Europeos de Cracovia 2023 consiguió una medalla de bronce en la prueba de dobles.

## Palmarés internacional
| Campeonato Mundial | Campeonato Mundial | Campeonato Mundial | Campeonato Mundial |
| Año                | Lugar              | Medalla            | Prueba             |
| ------------------ | ------------------ | ------------------ | ------------------ |
| 2022               | Tokio (Japón)      | Medalla de bronce  | Dobles mixto       |
| Juegos Europeos    |                    |                    |                    |
| Año                | Lugar              | Medalla            | Prueba             |
| 2023               | Tarnów (Polonia)   | Medalla de bronce  | Dobles             |
| Campeonato Europeo |                    |                    |                    |
| Año                | Lugar              | Medalla            | Prueba             |
| 2018               | Huelva (España)    | Medalla de bronce  | Dobles mixto       |
| 2021               | Kiev (Ucrania)     | Medalla de bronce  | Dobles mixto       |
| 2022               | Madrid (España)    | Medalla de oro     | Dobles mixto       |
| 2022               | Madrid (España)    | Medalla de plata   | Dobles             |